# تارگووا گورکا
تارگووا گورکا (به لهستانی:  Targowa Górka) یک روستا در لهستان است که در گمینا نکلا واقع شده‌است. تارگووا گورکا ۵۴۰ نفر جمعیت دارد.